# 阿杜姆·尤努斯米
阿杜姆·尤努斯米（1962年—），乍得政治家，现任乍得基础设施国务部长。
2007年2月21日乍得总理帕斯卡尔·约阿迪姆纳吉前往法国治病，2月23日逝世，尤努斯米被认命为代理总理。2007年2月26日德尔瓦·卡西雷·库马科耶接替尤努斯米出任总理。
| 前任： 帕斯卡尔·约阿迪姆纳吉 | 乍得总理（代理） 2007年2月23日-2007年2月26日 | 繼任： 德尔瓦·卡西雷·库马科耶 |